# Skogsbo-Avesta IF
Skogsbo-Avesta IF, Saif, är en idrottsförening (fotboll) från Avesta i Dalarnas län. Saif bildades 1989 genom sammanslagning av Avesta IF och Skogsbo SK:s fotbollssektion och tillräknar sig därmed Avesta IF:s anrika historia sedan 1905. De två stamföreningarna bildade gemensamt fotbollslag redan till säsongen 1986.
Föreningen har cirka 500 medlemmar och har dam- och herrlag på seniornivå, flick- och pojklag i flera årskullar, samt driver fotbollsskola och bollekis.
Herrlaget har sedan starten 1986 mestadels hållit till i division V och division VI, med korta gästspel i division IV. Säsongen 2022 återkom laget till division IV efter fem säsongers bortavaro, där laget slutade i mitten av tabellen. Saif tävlar nu åter i samma serie som Avesta AIK, säsongen 2022 vann lagen respektive hemmaderby.
Damlaget gjorde debut i seriesammanhang 1988. Som främsta merit har laget två säsonger i division III (1993-1994) på sitt samvete, eljest har laget huserat i lägre divisioner. Säsongen 2022 slutade med en andraplats i division IV Södra Dalarna bakom IFK Hedemora. Till skillnad från herrsidan har man inte förmått ta upp kampen med AAIK som Avesta bästa lag.

## Avesta IF
Avesta IF bildades den 7 maj 1905. Klubben kom tidigt att etablera sig på tredje högsta seriennivån, motsvarande dagens Ettan där klubben spelade tretton säsonger mellan 1927/1928 och 1942/1943. Under denna period var AIF Avestas främst fotbollslag, ett epitet som senare övertogs av lokalrivalen Avesta AIK. Säsongen 1953/1954 åkte Avesta IF ur division V för första gången men tog sig tillbaka efter ett par säsonger, avancerade till division IV 1972, med nya derbyn mot Avesta AIK som följd, men höll sedan till i division V 1977-1985. Säsongen 1985 kom att bli den sista i egen regi, till säsongen 1986 bildades ett gemensamt lag med Skogsbo SK, som 1989 omvandlades till en gemensam förening, Skogsbo-Avesta IF.

## Skogsbo SK
Skogsbo SK bildades i stadsdelen Skogsbo 1959. Föreningen deltog i seriespel för första gången 1971 och höll till i division V och VI fram till dess ett gemensamt lag bildades med Avesta IF 1986. Laget spelade sina hemmamatcher på Klockarvallen. Det var endast fotbollssektionen som uppgick i Skogsbo-Avesta IF, ishockeysektionen bedrivs fortfarande i Skogsbo SK:s regi.